# 弗莱龙
弗莱龙（法語：Fléron，法語發音：[fleʁɔ̃] ⓘ）是比利时瓦隆大区列日省列日區的一个市镇，通行法语，是比利时法语社群的一部分，面积13.72平方千米，人口16,495人（2018年1月1日）。